# ヴァイ/ガッシュ
『ヴァイ/ガッシュ』（Vai/Gash）は、スティーヴ・ヴァイが1991年に録音・2023年に発表したスタジオ・アルバム。

## 背景
ヴァイのバイカー仲間であったジョン・"ガッシュ"・ソンブロットがボーカリストを務め、ソンブロットは後に『セックス・アンド・レリジョン』（1993年）、『ファイヤー・ガーデン』（1996年）のレコーディングにも参加したが、1998年にオートバイの事故で死去した。「ニュー・ジェネレーション」は、以前ニッキー・シックスと共作した曲に歌詞をつけたもので、本作のリリースに当たり、シックスから使用許諾を得ている。なお、1991年の時点でドラム・パートも録音されていたが、担当ドラマーは不明で、ヴァイ自身はブルックス・ワッカーマン（ヴァイがプロデューサーとして関与したバンド、バッド・フォー・グッドのメンバーで、後にバッド・レリジョンやアヴェンジド・セヴンフォールドで活動）だと思っていたが、ワッカーマンは否定している。

## 反響・評価
スイスでは2023年2月5日付のアルバム・チャートで61位を記録したが、翌週にはトップ100圏外に落ちた。
ドム・ローソンはBlabbermouth.netのレビューで10点満点中6点を付け「いつものように花火の如く派手な6弦の技巧を求めている向きにとっては、魅力に欠けるかもしれない」「ヴァイの作品のコレクターにとっては、賞賛に値し価値のある力作だろう」と評している。また、山崎智之は全体像に関して「彼を"奇才"たらしめているエキセントリックかつテクニカルな音楽性とは一線を画したものだ」、ソンブロットのボーカルに関して「グラハム・ボネットばりの高音シャウト、デイヴ・リー・ロスを思わせる挑発的なエンタテイナーぶりを兼ね備えた歌いっぷりは見事なもの」と評している。

## 収録曲
特記なき楽曲はスティーヴ・ヴァイ作。
1. イン・ザ・ウィンド - In the Wind - 3:49
2. バステッド - Busted - 3:05
3. レッツ・ジャム - Let's Jam - 4:19
4. ウーマン・フィーヴァー - Woman Fever - 2:27
5. シー・セイヴド・マイ・ライフ・トゥナイト - She Saved My Life Tonight - 3:38
6. デンジャー・ゾーン - Danger Zone - 3:53
7. ニュー・ジェネレーション - New Generation (Steve Vai, Nikki Sixx) - 3:33
8. フラワーズ・オブ・ファイア - Flowers of Fire - 4:44

## 参加ミュージシャン
- スティーヴ・ヴァイ - ギター、ベース、キーボード
- ジョン・"ガッシュ"・ソンブロット - ボーカル